# Rio Barbaquá
Rio Barbaquá är ett vattendrag i Brasilien.   Det ligger i delstaten Paraná, i den södra delen av landet, 1 100 km sydväst om huvudstaden Brasília.
I omgivningarna runt Rio Barbaquá växer huvudsakligen savannskog. Runt Rio Barbaquá är det mycket glesbefolkat, med 3 invånare per kvadratkilometer.